# Integrationsvereinbarung (Schweiz)
Die Integrationsvereinbarung ist ein Teil des Ausländerrechts in der Schweiz.
Den Kantonen gewähren Art. 54 Abs. 1 AuG und Art. 5 der Verordnung über die Integration von Ausländerinnen und Ausländer (VIntA) die Möglichkeit, die Erteilung einer Aufenthalts- oder Kurzaufenthaltsbewilligung von der Bedingung abhängig zu machen, dass ein Sprach- oder Integrationskurs besucht wird, und dies in einer Integrationsvereinbarung festzuhalten.
Die Integrationsvereinbarung wurde mit der Integrationsverordnung (VIntA) vom 24. Oktober 2007 eingeführt.
Zum 1. Januar 2019 trat das neue Ausländer- und Integrationsgesetz (AIG) in Kraft und löste das bis dahin geltende «Bundesgesetz über Ausländerinnen und Ausländer» ab. Die Anforderungen an die Sprachkenntnisse wurden erhöht, und es wurden weitere Integrationskriterien ausdrücklich in Gesetz und Verordnung festgelegt, so die Respektierung der Werte der Bundesverfassung, die Beachtung der öffentlichen Sicherheit und Ordnung und die Teilnahme am Wirtschaftsleben oder am Erwerb von Bildung.

## Ziel
Die Integrationsvereinbarung hat laut Art. 54 Abs. 3 AuG das Ziel der «Förderung des Erwerbs der am Wohnort gesprochenen Landessprache» sowie von Kenntnissen über «die gesellschaftlichen Verhältnisse und Lebensbedingungen in der Schweiz», über «das schweizerische Rechtssystem» und über «die grundlegenden Normen und Regeln, deren Befolgung eine unerlässliche Voraussetzung für ein geordnetes Zusammenleben ist».

## Wirkung und Personenkreis
Die Integrationsvereinbarung ist für Personen aus Drittstaaten bindend. Für Staatsangehörige von EU-/EFTA-Staaten hingegen gilt die Personenfreizügigkeit, so dass Kantone für diesen Personenkreis keine bindenden Integrationsvereinbarungen, sondern lediglich Integrationsempfehlungen abgeben können. (Zur Freizügigkeit siehe auch: Bilaterale Verträge zwischen der Schweiz und der Europäischen Union.)
In einer Integrationsvereinbarung kann nach Art. 54 Abs. 1 AuG die Verpflichtung für den Besuch eines Alphabetisierungs- oder Sprachkurses festgehalten werden.
Bei Einhaltung der Integrationsvereinbarung hat der Ausländer bessere Chancen darauf, vorzeitig eine Niederlassungsbewilligung zu erhalten. Bei Nichteinhaltung der Integrationsvereinbarung kann hingegen die Erteilung oder Verlängerung einer Aufenthaltsbewilligung verweigert werden, wenn Widerrufsgründe nach Art. 62 AuG vorliegen.